# یواس‌اس هایلی (دی‌دی-۵۵۶)
یواس‌اس هایلی (دی‌دی-۵۵۶) (به انگلیسی: USS Hailey (DD-556)) یک کشتی بود که طول آن ۱۱۴٫۷ متر (۳۷۶ فوت) بود. این کشتی در سال ۱۹۴۳ ساخته شد.